# Hugo van Pisa
Hugo van Pisa (geboren in Pisa, gestorven in 1210) was een Italiaans kerkvorst en classicus. Hij wordt in het Italiaans "Uguccione da Pisa" en in gelatiniseerde vorm "Hugutio" genoemd. In zijn kerkelijke loopbaan bracht Hugo het in 1190 tot bisschop van Ferrara. Hij liet een verzameling jurisprudentie na, het "Summa decretorum". Ook een lexicon van de dichtkunst is van zijn hand.
Ook zijn commentaren op de Latijnse dichter Ovidius, de "Derivationes" zijn bekend gebleven. In zijn 200 nagelaten handschriften is ook een corrupte versie van Hadrianus' beroemde gedicht over het paard Borysthenes bewaard gebleven. Hugo beïnvloedde het werk van Dante.